# São João Batista (Tomar)
Nota linguística: Com a entrada em vigor do Novo Acordo Ortográfico este topónimo passará a ser grafado São João Batista.
A Freguesia de São João Batista foi uma freguesia portuguesa do Município de Tomar, que tinha 13,11 km² de área e 5 593 habitantes (2011), e, por isso, uma densidade populacional de 426,6 hab/km².
Foi extinta (agregada) pela reorganização administrativa de 2012/2013, sendo o seu território integrado na freguesia de Tomar (São João Baptista) e Santa Maria dos Olivais.

## População
| População da freguesia de Tomar (São João Baptista) | População da freguesia de Tomar (São João Baptista) | População da freguesia de Tomar (São João Baptista) | População da freguesia de Tomar (São João Baptista) | População da freguesia de Tomar (São João Baptista) | População da freguesia de Tomar (São João Baptista) | População da freguesia de Tomar (São João Baptista) | População da freguesia de Tomar (São João Baptista) | População da freguesia de Tomar (São João Baptista) | População da freguesia de Tomar (São João Baptista) | População da freguesia de Tomar (São João Baptista) | População da freguesia de Tomar (São João Baptista) | População da freguesia de Tomar (São João Baptista) | População da freguesia de Tomar (São João Baptista) | População da freguesia de Tomar (São João Baptista) |
| --------------------------------------------------- | --------------------------------------------------- | --------------------------------------------------- | --------------------------------------------------- | --------------------------------------------------- | --------------------------------------------------- | --------------------------------------------------- | --------------------------------------------------- | --------------------------------------------------- | --------------------------------------------------- | --------------------------------------------------- | --------------------------------------------------- | --------------------------------------------------- | --------------------------------------------------- | --------------------------------------------------- |
| 1864                                                | 1878                                                | 1890                                                | 1900                                                | 1911                                                | 1920                                                | 1930                                                | 1940                                                | 1950                                                | 1960                                                | 1970                                                | 1981                                                | 1991                                                | 2001                                                | 2011                                                |
|                                                     |                                                     |                                                     |                                                     |                                                     |                                                     |                                                     | 6 766                                               | 6 698                                               | 5 896                                               | 6 694                                               | 7 674                                               | 6 596                                               | 6 103                                               | 5 593                                               |

Pelo decreto lei nº 23.341, de 12/12/1933, a freguesia de Tomar foi desdobrada, dando origem a esta freguesia e à de Santa Maria dos Olivais
| Distribuição da População por Grupos Etários | Distribuição da População por Grupos Etários | Distribuição da População por Grupos Etários | Distribuição da População por Grupos Etários | Distribuição da População por Grupos Etários | Distribuição da População por Grupos Etários | Distribuição da População por Grupos Etários | Distribuição da População por Grupos Etários | Distribuição da População por Grupos Etários | Distribuição da População por Grupos Etários |
| -------------------------------------------- | -------------------------------------------- | -------------------------------------------- | -------------------------------------------- | -------------------------------------------- | -------------------------------------------- | -------------------------------------------- | -------------------------------------------- | -------------------------------------------- | -------------------------------------------- |
| Ano                                          | 0-14 Anos                                    | 15-24 Anos                                   | 25-64 Anos                                   | > 65 Anos                                    |                                              | 0-14 Anos                                    | 15-24 Anos                                   | 25-64 Anos                                   | > 65 Anos                                    |
| 2001                                         | 919                                          | 801                                          | 3 157                                        | 1 226                                        |                                              | 15,1%                                        | 13,1%                                        | 51,7%                                        | 20,1%                                        |
| 2011                                         | 743                                          | 639                                          | 2848                                         | 1363                                         |                                              | 13,3%                                        | 11,4%                                        | 50,9%                                        | 24,4%                                        |

Média do País no censo de 2001:  0/14 Anos-16,0%; 15/24 Anos-14,3%; 25/64 Anos-53,4%; 65 e mais Anos-16,4%
Média do País no censo de 2011:   0/14 Anos-14,9%; 15/24 Anos-10,9%; 25/64 Anos-55,2%; 65 e mais Anos-19,0%

## Património
- Fachada quinhentista do prédio da Rua Direita da Várzea Pequena, esquina da Rua dos Oleiros
- Convento de Cristo ou Mosteiro de Cristo
- Ermida de Nossa Senhora da Conceição
- Igreja de São João Batista ou Igreja Matriz de Tomar
- Janela de Cunhal Quinhentista
- Aqueduto dos Pegões ou Aqueduto do Convento de Cristo (Troço dos Pegões)
- Castelo de Tomar
- Palácio de Alvaiázere
- Casa de Vieira Guimarães
- Trechos arquitectónicos que restam dos edifícios dos Estaus, incorporados nos prédios que fazem esquina da Rua Torres Pinheiro para a dos Arcos e a da Saboaria
- Igreja de São Francisco
- Cerca do Convento de Cristo ou Mata Nacional dos Sete Montes
- Edifício dos Paços do Concelho
- Antiga Sinagoga de Tomar
- Edifício da Geradora incluindo máquinas e acessórios
- Pelourinho de Tomar
- Padrão de D. Sebastião